# Me-1

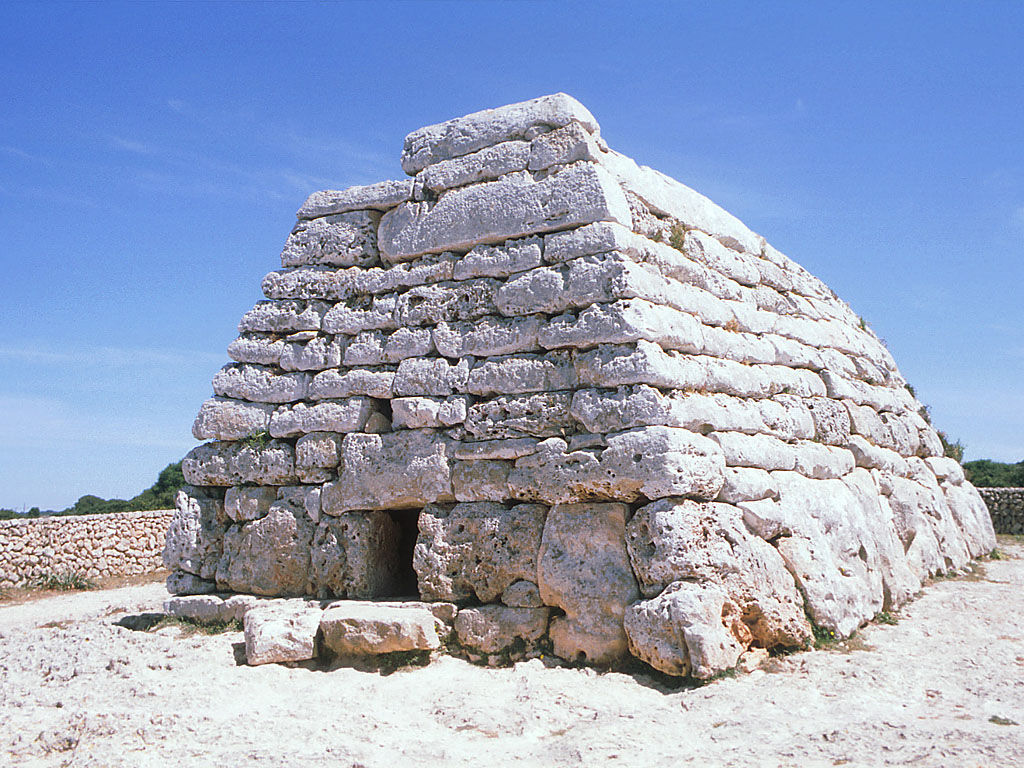
La Naveta des Tudons, situada en el km 40 de la Me-1.

La Me-1 (anteriormente conocida como C-721) es una carretera española situada en la isla de Menorca, Baleares. Une las dos principales ciudades de la isla, Mahón y Ciudadela. En 2001 se realizaron varias mejoras; se ampliaron los carriles y fue desviada de los núcleos urbanos de Alayor y Ferrerías. Tiene una longitud total de 45 kilómetros.

## Historia
Los orígenes de la carretera se remontan al siglo II a. C., cuando el imperio romano conquistó las Baleares, Cecilio Metelo mandó construir una calzada que uniese las ciudades de Magonis (actual Mahón) y Jamma (actual Ciudadela). Desde entonces el trazado de la carretera ha recibido muy pocas modificaciones.

## Nomenclatura

### Antigua
Antes de la mejora del año 2001 la carretera recibía el nombre de C-721. Este nombre estaba formado por la letra C, que indica que la vía es una carretera de tipo comarcal y por los siguientes tres dígitos:
- Primer dígito: 7, indica que la carretera está situada en el archipiélago balear.
- Segundo dígito: 2, indica que está situada en la isla de Menorca.
- Tercer dígito: 1, número de orden que recibe entre todas las carreteras comarcales de la isla.

### Actual
Actualmente recibe el nombre de  Me-1 ; El prefijo Me indica que la carretera pertenece a la red de carreteras de la isla de Menorca, y el 1 es el número de orden que recibe entre todas las de la red de carreteras de la isla.

## Trazado

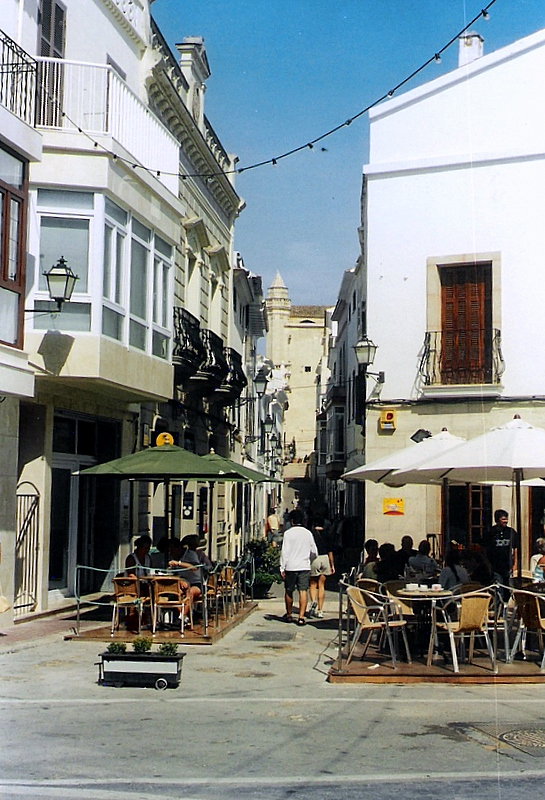
Alayor

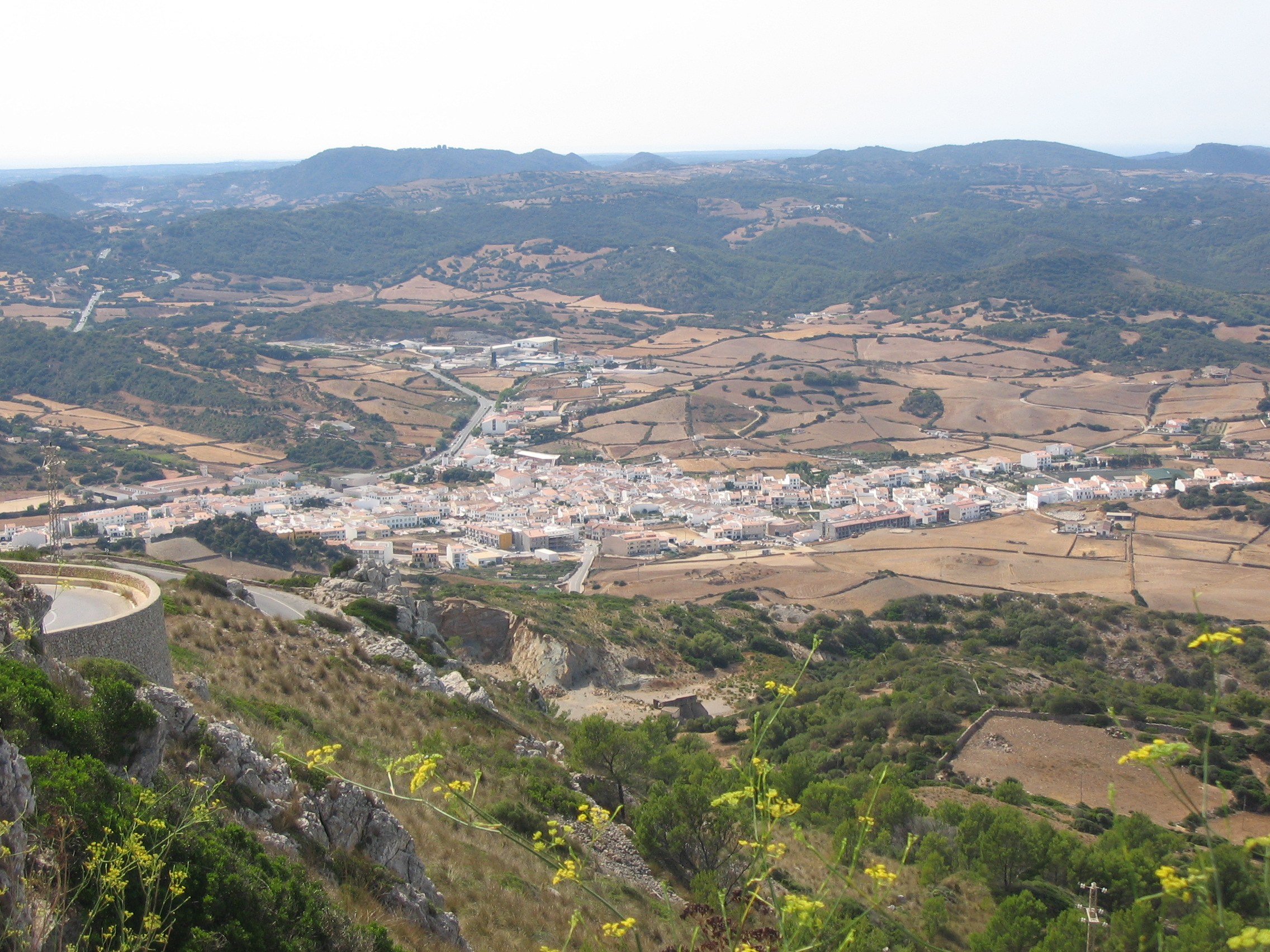
Mercadal

| Indicación | Carretera de enlace y dirección                               |
| ---------- | ------------------------------------------------------------- |
|            | RM Mahón                                                      |
|            | Me-14 Aeropuerto, San Clemente                                |
|            | Alayor                                                        |
|            | Me-16 San Cristóbal                                           |
|            | Alayor (travesía)                                             |
|            | Me-18 Mercadal, San Cristóbal                                 |
|            | Me-18 Mercadal, San Cristóbal Me-15 Fornells Me-13 Monte Toro |
|            | Ferrerías                                                     |
|            | Me-20 San Cristóbal                                           |
|            | Me-22 Cala Galdana                                            |
|            | RC-2 Ciudadela                                                |
|            | Me-24 Cap d'Artrutx                                           |